# Naphazoline
Naphazoline là một loại thuốc dùng làm thuốc thông mũi. Nó là một tác nhân giao cảm với hoạt động alpha adrenergic đáng kể. Nó là một thuốc co mạch có tác dụng nhanh chóng trong việc giảm sưng khi áp dụng cho màng nhầy. Nó hoạt động trên các thụ thể alpha trong tiểu động mạch của kết mạc để tạo ra co thắt, dẫn đến giảm tắc nghẽn.
Nó được cấp bằng sáng chế vào năm 1934 và được đưa vào sử dụng y tế vào năm 1942.

## Hóa học
Dạng không chứa hydrochloride của Naphazoline có công thức phân tử C14H14N2 và khối lượng mol là 210,28 g/mol. Dạng muối HCl có khối lượng mol là 246,73 g/mol.

## Tác dụng phụ
Một vài cảnh báo và chống chỉ định áp dụng cho tất cả các chất có chứa naphazoline dành cho sử dụng thuốc là:
- Quá mẫn với naphazoline
- Bệnh nhân dùng thuốc ức chế MAO có thể trải qua một cuộc khủng hoảng tăng huyết áp nghiêm trọng nếu được dùng một loại thuốc giao cảm như naphazoline HCl
- Sử dụng ở trẻ sơ sinh và trẻ em có thể dẫn đến suy nhược hệ thống thần kinh trung ương, dẫn đến hôn mê và giảm nhiệt độ cơ thể rõ rệt
- Nên thận trọng khi dùng cho bệnh nhân mắc bệnh tim mạch nặng bao gồm rối loạn nhịp tim và ở bệnh nhân tiểu đường, đặc biệt là những người có xu hướng nhiễm toan đái tháo đường
- Tương tác thuốc có thể xảy ra với thuốc gây mê làm nhạy cảm cơ tim với thuốc giao cảm (ví dụ cyclopropane hoặc halothane thận trọng)
- Thận trọng khi áp dụng trước khi sử dụng phenylephrine.
- Mở rộng sử dụng có thể gây ra viêm mũi medicamentosa, một điều kiện của việc phục hồi nghẹt mũi.

Một mối liên quan có thể với đột quỵ đã được đề xuất.

## Tên thương hiệu
Nó là một thành phần hoạt động trong một số công thức không kê đơn bao gồm thuốc nhỏ mắt Rohto, Eucool, Clear Eyes và Naphcon.